# فلیکس آدلر
فلیکس آدلر (انگلیسی: Felix Adler؛ ‏ ۲۲ ژانویهٔ ۱۸۸۴ – ۲۵ مارس ۱۹۶۳) فیلم‌نامه‌نویس اهل ایالات متحده آمریکا بود.

## گزیده فیلم‌شناسی
- استقبال از خطر (۱۹۳۰)
- پاها به جلو (۱۹۳۰)
- افسون‌شده (۱۹۳۲)
- دیوانه سینما (۱۹۳۲)
- روابط ما (۱۹۳۶)
- به‌سوی غرب (۱۹۳۷)
- خانم سوئیسی (۱۹۳۸)
- کله‌پوک‌ها (۱۹۳۸)
- ساده‌لوح در آکسفورد (۱۹۴۰)
- نخاله‌ها در دریا (۱۹۴۰)
- دانشکده (۱۹۴۵)